# 吕班 (外交官)
呂班（法語：Pierre René Georges Dubail，1845年—1932年），法國外交官員，曾任法國駐上海總領事、法國駐中國全權公使等職務。

## 經歷
呂班於1893年任法國駐上海總領事（一說1897年）。1897年任職於駐北京公使館。1898年向清政府提出照會，要求「南省海面设立躉船之所」，後來中國同意租借廣州灣給法國。1905年任法國駐中國全權公使。1907年成立法中友好協會（法語：Association amicale franco-chinoise (AAFC)）。上海的呂班路（現在的重慶南路）即以呂班為名。

## 觀點
- 呂班在1903年寫道，「政策上最好讓中國過一天算一天，如同東方的病人一樣。」(Il faut souhaiter...qu'une habile politique d'expédients fasse vivre au jour le jour l'Empire Chinois, comme elle fait vivre en Orient l'homme malade.)[5]

- 呂班於1908年接受報紙訪問時表示，「短期內危害歐洲利益的是（指中國的）無政府狀態(un péril prochain, l'anarchie)，而長期危害歐洲利益的是一個黃色世界的重生(un péril à plus lointaine échéance, la renaissance du monde jaune)。」[5]